# برمون طويل الشوكة
برمون طويل الشوكة (الاسم العلمي: Lates longispinis) (بالإنجليزية: Rudolf lates)‏ هو نوع من الأسماك يتبع جنس البرمون من الفصيلة البرمونية.